# Women Love Diamonds
Women Love Diamonds è un film muto del 1927 diretto da Edmund Goulding.

## Trama
Hugo Harlan contribuisce al mantenimento di Mavis Ray e di sua madre. La ragazza lo chiama zio e ha degli stretti rapporti con lui. Quando però Mavis si innamora di Jerry Croker-Kelley, un giovanotto della buona società che lei vorrebbe sposare, lo "zio" si dimostra contrario al matrimonio. Mavis e Jerry, allora, progettano addirittura di fuggire se non otterranno il consenso di Harlan. In visita a casa di Jerry, dove si è recata per conoscere la famiglia del suo innamorato, Mavis si trova a disagio. Secondo le sue aspettative, i ricchi dovrebbero condurre una vita lussuosa e dispendiosa, mentre nella famiglia Croker-Kelley regna uno stile di vita semplice e alla mano. Intanto Harlan ha un incontro con Jerry: presolo da parte, gli comunica qualcosa che spinge il giovane a interrompere ogni rapporto con Mavis.
La sconsolata Mavis resta sola. Dopo qualche tempo, la ragazza si innamora del suo autista, Patrick Regan. Questa volta, però, decide di rivelargli subito la verità: quello che lei chiama zio, in effetti è il suo amante, e la donna che si prende cura di lei, non è sua madre. Patrick, innamorato, non si cura di quella rivelazione. Ma sua sorella, preoccupata per lui, cerca di parlare con la fidanzata del fratello. La donna, poi, muore di parto lasciando soli i figli di cui si prenderà cura Mavis quando Patrick ha un incidente d'auto. Ritenendosi una donna indegna, Mavis interrompe la sua relazione con Harlan per poi sparire.
È passato qualche mese: Mavis è diventata infermiera, Patrick - guarito - ha trovato lavoro come tassista. Il loro incontro riaccende l'amore. I due decidono di provare a costruire il loro futuro insieme.

## Produzione
Il film fu prodotto dalla Metro-Goldwyn-Mayer (MGM) (controlled by Loew's Incorporated).

## Distribuzione
Distribuito dalla Metro-Goldwyn-Mayer (MGM), uscì nelle sale cinematografiche statunitensi il 12 febbraio 1927. In Finlandia, il film fu distribuito il 18 maggio 1928, in Portogallo il 31 ottobre di quello stesso anno.